# Ferdie Bergh
Pour les articles homonymes, voir Bergh (homonymie).
Pas d'image ? Cliquez ici

a Compétitions nationales et continentales officielles uniquement.

b Matchs officiels uniquement.
Dernière mise à jour le 24 décembre 2024.
 Willem Ferdinand Van Rheede Van Oudshoorn Bergh dit Ferdie Bergh, né le 2 novembre 1906 à Stellenbosch en Afrique du Sud et mort le 28 mai 1973 au Cap, est un joueur de rugby à XV qui a joué avec l'équipe d'Afrique du Sud. Il évoluait au poste de deuxième ligne ou de troisième ligne centre.

## Biographie
Il a évolué avec le South Western District en 1931. Il joue avec la province des Griquas en 1933. En 1937, il évolue au Transvaal, puis au Northern Transvaal en 1938, année où cette nouvelle province est formée. Il dispute la Currie Cup. Il a disputé à 25 ans son premier test match le 5 décembre 1931 contre le pays de Galles. Il joua son dernier test match contre les Lions britanniques le 10 septembre 1938. De 1931 à 1938, il dispute les 17 matchs consécutifs que jouent les Springboks.
Les Sud-africains font une tournée en Grande-Bretagne et en Irlande en 1931-1932. Ils battent le pays de Galles 8-3 à Swansea, ils l'emportent 8-3 contre l'Irlande. Ils gagnent le 2 janvier ensuite 7-0 contre l'Angleterre. Puis ils battent l'Écosse 6-3. C'est un Grand Chelem. Ferdie Bergh a inscrit un essai contre les Gallois, 1 contre les Anglais. Les Wallabies effectuent leur première tournée en Afrique du Sud en 1933 pour une série de cinq test matchs. Les Springboks gagnent la série par 3 victoires à 2. Ce sont leurs premières confrontations. En 1937, les Springboks rendent visite d'abord  aux Wallabies (2-0), puis les Springboks remportent leur série contre les All Blacks (2-1) lors d'un passage en Nouvelle-Zélande. Les All Blacks remportent le premier test match mais s’inclinent lors des deux suivants. Ils ont affaire à forte partie car cette équipe d’Afrique du Sud de 1937 est parfois décrite comme la meilleure qui ait joué en Nouvelle-Zélande. En 1938 les Lions britanniques sont en Afrique du Sud. Deux victoires et une défaite laissent une nouvelle fois les Springboks vainqueurs finaux.

## Statistiques en équipe nationale
- 17 test matchs avec l'équipe d'Afrique du Sud
- 7 essais, 21 points
- Sélections par année : 2 en 1931, 2 en 1932, 5 en 1933, 5 en 1937, 3 en 1938